# Ihtiologija
Ihtiologija (grč. ikhthu – riba; logos – znanost) je grana zoologije koja se bavi proučavanjem riba. Pretpostavlja se da u svijetu postoji oko 25.000 vrsta riba, koje čine većinu među kralježnjacima. Iako je većina vrsta otkrivena, svake se godine u prosjeku opiše oko 250 novih.[nedostaje izvor]
Ihtiologija je povezana s biologijom mora i limnologijom.

## Svjetski ihtiolozi
- Alexander Emanuel Agassiz
- Louis Agassiz
- Peter Artedi
- William O. Ayres
- Spencer Fullerton Baird
- Tarleton Hoffman Bean
- Lev Berg
- Hans C. Bjerring
- Pieter von Bleeker
- Marcus Elieser Bloch
- George Albert Boulenger
- Edward Drinker Cope
- Georges Cuvier
- Francis Day
- Carl H. Eigenmann
- Rosa Smith Eigenmann
- Samuel Garman
- Charles Henry Gilbert
- Theodore Nicholas Gill
- Charles Frédéric Girard
- George Brown Goode
- Albert Günther
- Carl L. Hubbs
- Erik Jarvik
- David Starr Jordan
- Seth Eugene Meek
- George S. Myers
- John Treadwell Nichols
- Donn E. Rosen
- J.L.B. Smith
- Edwin C. Starks
- Franz Steindachner
- Erik Stensiö
- Achille Valenciennes
- Francis Willughby

## Hrvatski ihtiolozi
- Juraj Kolombatović
- Tonko Šoljan
- Ivo Onofri
- Milorad Mrakovčić
- Jakov Dulčić
- Ivan Jardas
- Grgur Bučić
- Srećko Leiner
- Dr.Mario Ujević